# Кубок России по волейболу среди женщин 2017
25-й розыгрыш Кубка России по волейболу среди женских команд памяти Гиви Ахвледиани проходил с 1 ноября по 24 декабря 2017 года с участием 16 команд (10 представителей суперлиги и 6 — высшей лиги «А»). Победителем турнира в 4-й раз в своей истории и во 2-й раз подряд стала команда «Динамо-Казань».

## Формула розыгрыша
Розыгрыш состоял из двух этапов — предварительного и финального. Предварительный этап включал 4 групповых турнира, финальный прошёл в формате «финала четырёх» (два полуфинала и два финала — за 3-е и 1-е место). Первичным критерием при распределении мест в группах являлось общее количество побед, далее — количество очков, соотношение партий, мячей, результаты личных встреч. За победы со счётом 3:0 и 3:1 команды получали — по 3 очка, за победы 3:2 — по 2, за поражения 2:3 — по одному, за поражения 0:3 и 1:3 очки не начислялись.

## Предварительный этап
Матчи проводились в четырёх группах, в которых команды играли в один круг. В финальный этап вышли победители групповых турниров.

### Группа 1
Саратов
| М | Команда                         | 1   | 2   | 3   | 4   | И | В | П | С/П | О |
| - | ------------------------------- | --- | --- | --- | --- | - | - | - | --- | - |
| 1 | «Протон» (Саратовская обл.)     |     | 3:2 | 3:1 | 3:0 | 3 | 3 | 0 | 9:3 | 8 |
| 2 | «Динамо» (Москва)               | 2:3 |     | 3:0 | 3:0 | 3 | 2 | 1 | 8:3 | 7 |
| 3 | «Ленинградка» (Санкт-Петербург) | 1:3 | 0:3 |     | 3:0 | 3 | 1 | 2 | 4:6 | 3 |
| 4 | «Самрау-УГНТУ» (Уфа)            | 0:3 | 0:3 | 0:3 |     | 3 | 0 | 3 | 0:9 | 0 |

1 ноября
Динамо (М) — Самрау-УГНТУ 3:0 (25:10, 25:9, 25:16).
Протон — Ленинградка 3:1 (26:28, 25:20, 26:24, 25:13).
2 ноября
Ленинградка — Самрау-УГНТУ 3:0 (25:15, 25:20, 26:24).
Протон — Динамо (М) 3:2 (19:25, 28:26, 25:21, 17:25, 15:13).
3 ноября
Динамо (М) — Ленинградка 3:0 (25:18, 25:20, 25:17).
Протон — Самрау-УГНТУ 3:0 (25:21, 25:14, 25:17).

### Группа 2
Казань
| М | Команда                    | 1   | 2   | 3   | 4   | И | В | П | С/П | О |
| - | -------------------------- | --- | --- | --- | --- | - | - | - | --- | - |
| 1 | «Динамо-Казань» (Казань)   |     | 3:0 | 3:0 | 3:0 | 3 | 3 | 0 | 9:0 | 9 |
| 2 | «Сахалин» (Южно-Сахалинск) | 0:3 |     | 3:1 | 3:0 | 3 | 2 | 1 | 6:4 | 6 |
| 3 | «Динамо-Метар» (Челябинск) | 0:3 | 1:3 |     | 3:0 | 3 | 1 | 2 | 4:6 | 3 |
| 4 | «Воронеж» (Воронеж)        | 0:3 | 0:3 | 0:3 |     | 3 | 0 | 3 | 0:9 | 0 |

1 ноября
Сахалин — Динамо-Метар 3:1 (25:19, 25:23, 14:25, 25:17).
Динамо-Казань — Воронеж 3:0 (25:10, 25:10, 25:6).
2 ноября
Динамо-Метар — Воронеж 3:0 (25:19, 25:12, 26:24).
Динамо-Казань — Сахалин 3:0 (25:11, 25:15, 25:18).
3 ноября
Сахалин — Воронеж 3:0 (25:10, 25:13, 25:10).
Динамо-Казань — Динамо-Метар 3:0 (25:20, 25:15, 25:12).

### Группа 3
Красноярск
| М | Команда                              | 1   | 2   | 3   | 4   | И | В | П | С/П | О |
| - | ------------------------------------ | --- | --- | --- | --- | - | - | - | --- | - |
| 1 | «Енисей» (Красноярск)                |     | 3:1 | 3:2 | 3:1 | 3 | 3 | 0 | 9:4 | 8 |
| 2 | «Северянка» (Череповец)              | 1:3 |     | 3:0 | 3:2 | 3 | 2 | 1 | 6:5 | 5 |
| 3 | «Заречье-Одинцово» (Московская обл.) | 2:3 | 0:3 |     | 3:0 | 3 | 1 | 2 | 5:6 | 4 |
| 4 | «Липецк-Индезит» (Липецк)            | 1:3 | 2:3 | 0:3 |     | 3 | 0 | 3 | 3:9 | 1 |

1 ноября
Северянка — Заречье-Одинцово 3:0 (25:22, 25:23, 25:18).
Енисей — Липецк-Индезит 3:1 (18:25, 25:15, 25:18, 25:19).
2 ноября
Северянка — Липецк-Индезит 3:2 (25:19, 23:25, 25:12, 25:27, 15:11).
Енисей — Заречье-Одинцово 3:2 (25:13, 25:23, 17:25, 23:25, 15:11).
3 ноября
Заречье-Одинцово — Липецк-Индезит 3:0 (25:21, 25:12, 25:14).
Енисей — Северянка 3:1 (25:11, 25:14, 23:25, 25:18).

### Группа 4
Екатеринбург
| М | Команда                             | 1   | 2   | 3   | 4   | И | В | П | С/П | О |
| - | ----------------------------------- | --- | --- | --- | --- | - | - | - | --- | - |
| 1 | «Уралочка-НТМК» (Свердловская обл.) |     | 3:0 | 3:0 | 3:0 | 3 | 3 | 0 | 9:0 | 9 |
| 2 | «Динамо» (Краснодар)                | 0:3 |     | 3:1 | 3:1 | 3 | 2 | 1 | 6:5 | 6 |
| 3 | «ЮЗГУ-Атом» (Курск)                 | 0:3 | 1:3 |     | 3:2 | 3 | 1 | 2 | 4:8 | 2 |
| 4 | «Приморочка» (Владивосток)          | 0:3 | 1:3 | 2:3 |     | 3 | 0 | 3 | 3:9 | 1 |

1 ноября
Динамо (Кр) — Приморочка 3:1 (25:20, 25:13, 23:25, 25:17).
Уралочка-НТМК — ЮЗГУ-Атом 3:0 (25:15, 25:22, 25:14).
2 ноября
ЮЗГУ-Атом — Приморочка 3:2 (25:15, 18:25, 25:22, 20:25, 15:12).
Уралочка-НТМК — Динамо (Кр) 3:0 (25:15, 25:19, 25:17).
3 ноября
Динамо (Кр) — ЮЗГУ-Атом 3:1 (24:26, 25:15, 25:7, 25:15).
Уралочка-НТМК — Приморочка 3:0 (25:18, 25:20, 25:13).

## Финал четырёх
23—24 декабря 2017. Казань
Участники: 
«Динамо-Казань» (Казань)
«Енисей» (Красноярск)
«Протон» (Саратовская область)
«Уралочка-НТМК» (Свердловская область)

### Полуфинал
23 декабря
«Енисей» — «Уралочка-НТМК»
3:0 (25:17, 25:14, 25:19).
«Динамо-Казань» — «Протон»  
3:0 (25:11, 25:14, 25:13).

### Матч за 3-е место
24 декабря
«Протон» — «Уралочка-НТМК» 
3:1 (26:24, 25:18, 22:25, 26:24).

### Финал
| 24 декабря 2017 | \| «Динамо-Казань» Казань \| 3:0 \| «Енисей» Красноярск \| \| Ирина Королёва (10) Ирина Воронкова (12) Наталья Маммадова (16) Евгения Старцева (2) Элица Василева (14) Анастасия Самойленко (8) Екатерина Уланова (либеро) Анна Котикова \| Голы \| Яна Манзюк (5) Екатерина Ефимова (6) Наталья Малых (16) Мария Фролова (8) Виктория Русакова (5) Александра Перетятько Светлана Крючкова (либеро) Ольга Ефимова Евгения Щеглова (1) Инна Молодцова (1) \| | Казань Центр волейбола «Санкт-Петербург» |
| Счёт по партиям — 25:20, 25:18, 25:20. Время матча — 1 час 22 минуты. Судьи: Александр Павлов (Санкт-Петербург), Александр Рябцов (Кострома).                              | | |
| «Динамо-Казань» Казань | 3:0 | «Енисей» Красноярск |
| Ирина Королёва (10) Ирина Воронкова (12) Наталья Маммадова (16) Евгения Старцева (2) Элица Василева (14) Анастасия Самойленко (8) Екатерина Уланова (либеро) Анна Котикова | Голы | Яна Манзюк (5) Екатерина Ефимова (6) Наталья Малых (16) Мария Фролова (8) Виктория Русакова (5) Александра Перетятько Светлана Крючкова (либеро) Ольга Ефимова Евгения Щеглова (1) Инна Молодцова (1) |

### Итоги

#### Положение команд
| «Динамо-Казань» (Казань)                  |
| «Енисей» (Красноярск)                     |
| «Протон» (Саратовская область)            |
| 4. «Уралочка-НТМК» (Свердловская область) |

#### Призёры
«Динамо-Казань» (Казань): Валерия Горбунова, Елена Ежова, Марина Марюхнич, Светлана Масалёва, Ирина Королёва (Заряжко), Анна Котикова, Ирина Воронкова, Наталья Маммадова, Евгения Старцева, Екатерина Уланова, Ирина Филиштинская, Элица Василева, Дарья Малыгина, Анастасия Самойленко. Главный тренер — Ришат Гилязутдинов.
 «Енисей» (Красноярск): Ольга Ефимова, Яна Манзюк, Екатерина Ефимова, Ксения Бондарь, Светлана Крючкова, Наталья Малых, Мария Фролова, Виктория Русакова, Евгения Щеглова, Инна Молодцова, Евгения Кондрашкина, Александра Перетятько, Наталья Симоненко. Главный тренер — Сергей Голотов.
 «Протон» (Саратовская область): Ирина Межоннова, Анастасия Бавыкина, Наталья Думчева, Екатерина Орлова, Наиля Шайдуллина, Валерия Зайцева, Анастасия Ануфриенко, Алла Галкина, Анна Матиенко, Кристина Лавнова, Хейли Экерман. Главный тренер — Юрий Маричев.

### Индивидуальные призы
- MVP: Наталья Маммадова («Динамо-Казань»)
- Лучшая нападающая: Наталья Малых («Енисей»)
- Лучшая блокирующая: Анастасия Самойленко («Динамо-Казань»)
- Лучшая связующая: Евгения Старцева («Динамо-Казань»)
- Лучшая либеро: Екатерина Уланова («Динамо-Казань»)
- Лучшая на подаче: Мария Фролова («Енисей»)